# Mean Distance Between Failure
Mean Distance Between Failure (MDBF), zu deutsch die Mittlere Wegstrecke zwischen Ausfällen, ist eine Kenngröße der Zuverlässigkeit von Verkehrsmitteln. Im Gegensatz zur Mean Time Between Failures werden die auftretenden Fehler in einen Bezug zur zurückgelegten Strecke gebracht. Die Größe wird entweder bei LCC-Analysen berechnet oder aus Felddaten von Flottenbetreiber ermittelt.